# Gordon Fuller
Gordon Fuller est un ancien entraîneur canadien de basket-ball.

## Palmarès
- Finaliste des Jeux olympiques 1936